# 설독필

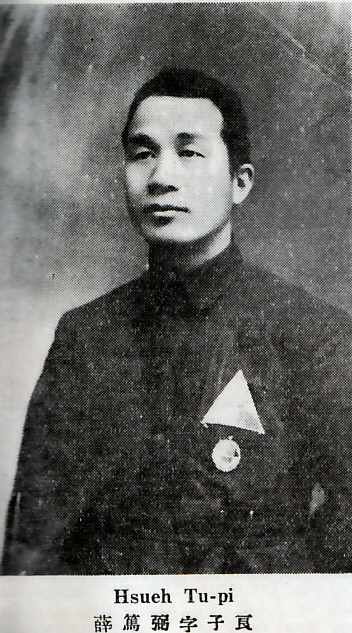

설독필(薛篤弼, 1892년 ~ 1973년 7월 9일)은 중화민국과 중화인민공화국의 정치인이다. 화베이 산시성 윈청시에서 태어났다. 1911년 19세의 나이로 중국동맹회에 들어갔다. 북양정부의 일부로서 베이징시의 제10대 공화국 시대 시장이 되었다. 나중에 중국국민당으로 옮긴 뒤 난징시와 충칭시 국민정부에서 여러 보직을 맡았다. 중화인민공화국 창설 이후 설독필은 대륙에 남기로 결정한다. 82세의 나이로 상하이시에서 사망했다.

## 참고 자료
- Xu Youchun (徐友春) (main ed.) (2007). 《Unabridged Biographical Dictionary of the Republic, Revised and Enlarged Version (民国人物大辞典 增订版)》. Hebei People's Press (Hebei Renmin Chubanshe; 河北人民出版社). ISBN 978-7-202-03014-1.
- 劉寿林ほか編 (1995). 《民国職官年表|和書》. 中華書局. ISBN 7-101-01320-1.